# August Wilhelm Dressler

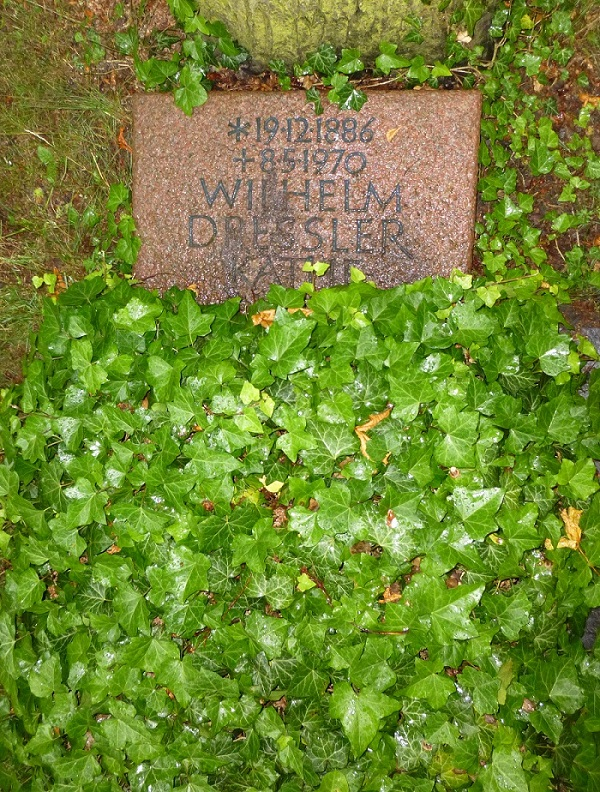
Lápida de August Wilhelm Dressler.

August Wilhelm Dressler (19 de diciembre de 1886 en Bergesgrün, ahora llamada Chuderin, República Checa; † 8 de mayo de 1970 en Berlín, Alemania) fue un pintor alemán.

## Vida y obra
August Wilhelm Dressler, cuenta con numerosas obras pictóricas y gráficos realizadas a lo largo de su vida, reflejándose una tradición clásica en ellas.
Dressler desde 1906 hasta 1913 estudió en las Academia de Dresde (como Otto Dix). Fue artista independiente en Berlín y se graduó allí en el "Grupo de noviembre". En 1924 fue artista miembro de la Secesión de Berlín. Entre 1925 y 1936 Dressler participó en varias exposiciones en el "Grupo de Noviembre", la "Asociación Alemana de Artistas" y la "Academia Prusiana de las Artes", entre otras cosas, realizó en 1925, la primera exposición "Nueva Objetividad" en la Kunsthalle de Mannheim, y 1929 estuvo en el Stedelijk Museum de Ámsterdam.
Durante este tiempo, Dressler recibió sus primeros premios: el Premio de Roma de 1927 de la "Academia Prusiana de las Artes" y en 1928 el premio de Durero de Núremberg. Entre 1930 y 1931 se le concedió una beca en la Villa Massimo, Roma. A partir de 1934 Dressler tiempo profesor en la Escuela Estatal de Berlín.
Estuvo casado con la pintora Kathe Knorr-Dressler.

## Premios y exposiciones
- En 1955, hay una gran retrospectiva de los premios de arte y la ciudad de Berlín le otorgó.
- 1956-1957 Profesor de la "Escuela de Maestro de Artes y Oficios" en Berlín
- 1963, se trata de la exposición especial en la "Galería de los Sudetes alemanes", Museo de Regensburg
- 1967 Exposición individual en la galería de Nierendorf, Berlín
- 2006 Exposición individual en la Galerie Lehner, Viena
- 2007 Exposición individual en la galería de Nierendorf, Berlín